# Córdoba (khu tự quản)
Córdoba là một khu tự quản thuộc bang Táchira, Venezuela. Thủ phủ của khu tự quản Córdoba đóng tại Santa Ana del Táchira. Khự tự quản Córdoba có diện tích 618 km2, dân số theo điều tra dân số ngày 21 tháng 10 năm 2001 là 26475 người.